# Paterná vazba

Struktura [CrC_{6}H_{3}-2,6-(C_{6}H_{3}-2,6-(CHMe_{2})_{2})_{2}]_{2}

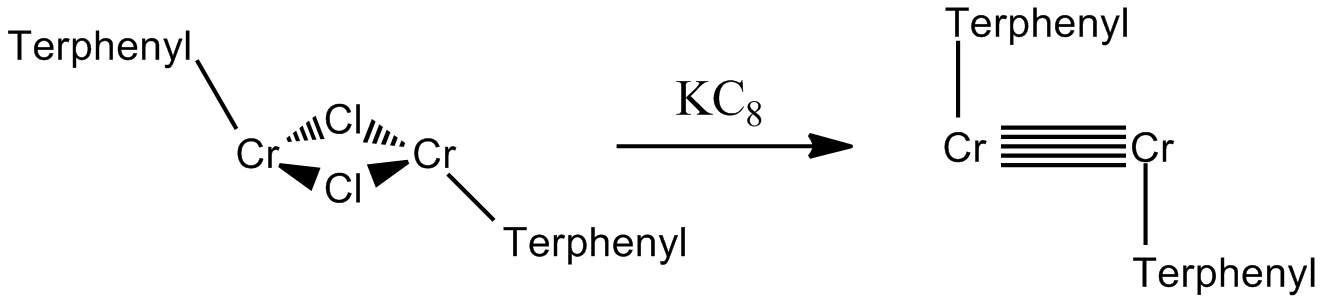
Příprava paterné vazby Cr–Cr

Paterná vazba je neobvyklý druh chemické vazby, poprvé popsaný v roce 2005 u sloučeniny dichromu. Jednoduché, dvojné i trojné vazby se objevují běžně. Čtverné vazby jsou vzácnější, ale byly objeveny u sloučenin mnoha přechodných kovů, jako jsou chrom, molybden, wolfram a rhenium; ke konkrétním sloučeninám patří [Mo2Cl8]4− a [Re2Cl8]2−. Na paterných vazbách se podílí deset elektronů mezi dvěma atomy kovů v konfiguraci σ2π4δ4.
Některé vazby vyšších řádů mezi atomy kovů zprostředkovávají ligandy, které se vážou na kovové atomy a snižují vzdálenosti atomů, například dimer chromu může být stabilizován terfenylovými (2,6-bis(2,6-diisopropylfenyl)fenylovými) ligandy. Vzniklá sloučenina je stálá při teplotách do 200 °C. Paterné vazby chrom-chrom byly zkoumány na základě teorie funkcionálu hustoty, pomocí které byl také prozkoumán vliv terfenylového ligandu, v němž aryly interagují s atomy chromu velmi slabě a tím způsobují pouze malé zeslabení paterné vazby. V roce 2007 bylo zjištěno, že pro RMMR sloučeniny s paternými vazbami existují dvě globální minima: trans molekulová geometrie a další trans geometrie se substituentem v pozici můstku.
V roce 2007 byla vydána studie popisující nejkratší známou vazbu kov-kov (s délkou 180,28 pm) spočívající v paterné vazbě mezi atomy chromu s diazadienovými můstkovými ligandy. Další známé komplexy obsahující paternou vazbu jsou komplex dichromu s [6-(2,4,6-triisopropylfenyl)pyridin-2-yl](2,4,6-trimethylfenyl)aminovými či amidinátovými můstkovými ligandy.
Sloučeniny s paternými vazbami se obvykle připravují redukcí sloučenin dimerních kovů pomocí grafitu draselného. Tím dojde k dodání valenčních elektronů do kovových center, což vytvoří dostatek elektronů na vznik paterné vazby.

## Dimolybdenové paterné vazby

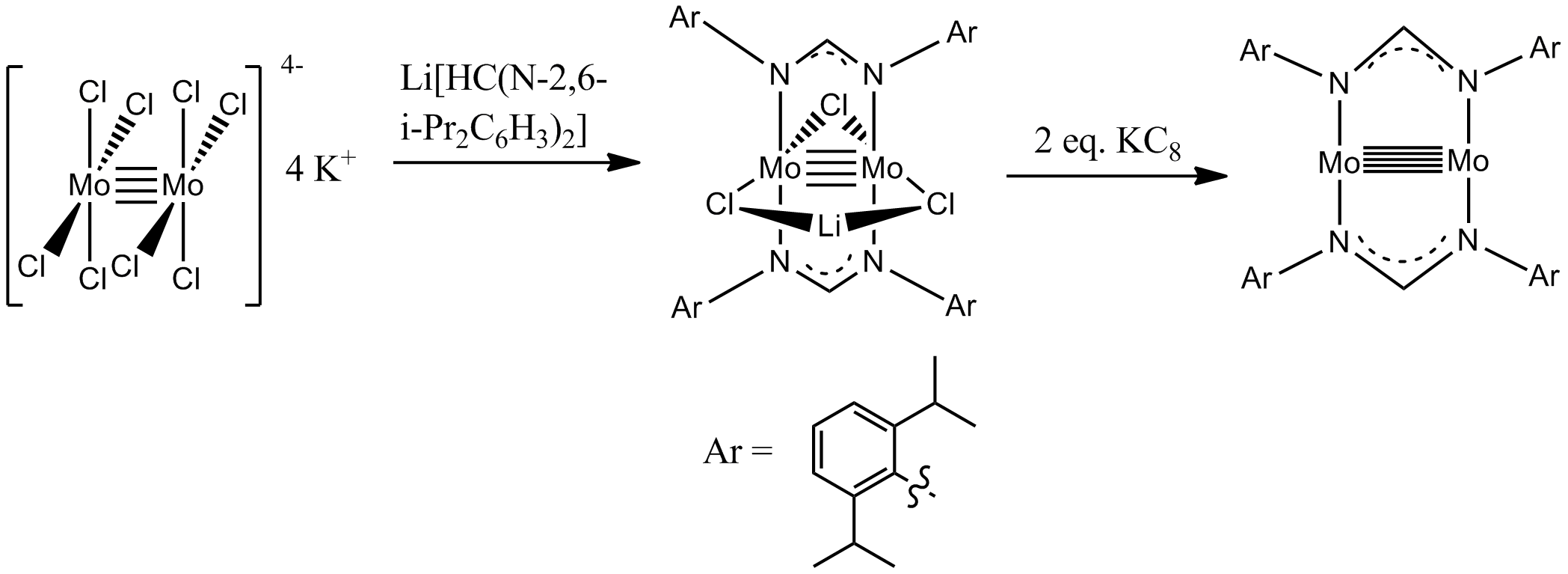

V roce 2009 byl popsán komplex dimolybdenu a dvou diamidových ligandů obsahující paternou vazbu o délce 202 pm. Látka byla připravena reakcí oktachlordimolybdenanu draselného (v jehož molekule je čtverná vazba Mo-Mo) s amidinátem lithným a následnou redukcí grafitem draselným.

## Struktura vazby

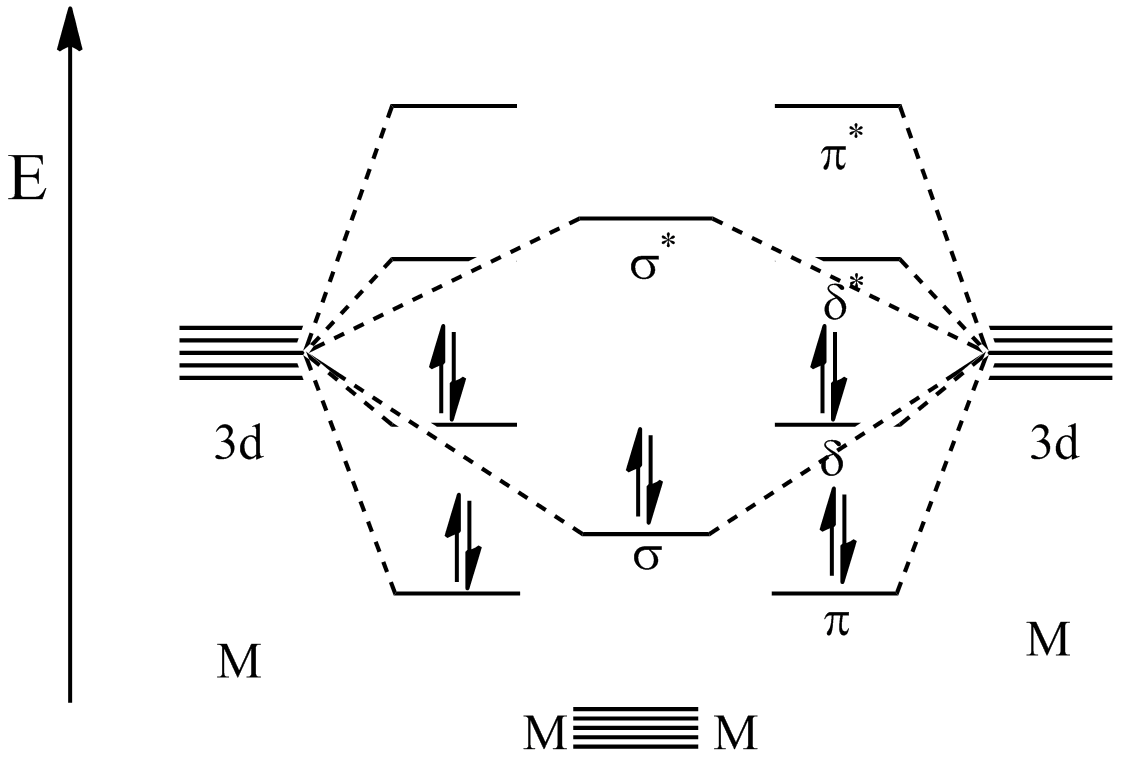
Diagram molekulových orbitalů paterné vazby

Paterné vazby mívají elektronovou konfiguraci σ2π4δ4 a skládají se tedy z jedné vazby sigma, dvou vazeb pí a dvou vazeb delta. Vazba sigma vzniká překryvem dz2 orbitalů kovových center. První vazba pí je výsledkem překryvu dyz orbitalů a druhá se tvoří překryvem dxz orbitalů. Delta vazby jsou tvořeny překrývajícími se dxy orbitaly a také kombinacemi dx2−y2 orbitalů.
Pomocí výpočtů na základě teorie molekulových orbitalů lze určit energie vazeb. Nejnižší energii mají π vazebné orbitaly, po nich následují σ vazebné orbitaly a následně δ vazebné orbitaly, které zde jsou HOMO. Protože deset valenčních elektronů účastnících se vazby vyplní prvních pět orbitalů, tak je další orbital (δ* protivazebný) zároveň LUMO. I když se π a δ orbitaly znázorňují jako degenerované, tak ve skutečnosti degenerované nejsou, protože tento model je zjednodušený a nezohledňuje hybridizaci orbitalů s, p a d, která mění jejich energetické hladiny.

## Vliv ligandů na délku vazby
Délky paterných vazeb jsou významně ovlivňovány vlastnostmi ligandů navázaných na kovová centra. Téměř všechny komplexy s paternými vazbami mají bidentátní můstkové ligandy a i ty, které je nemají, například výše uvedený terfenylový komplex, mají určité vlastnosti můstkových ligandů. Bidentátní ligand může usnadňovat chelataci tím, že se atomy kovů k sobě přiblíží, čímž dojde ke zkrácení vazby. Zkrátit vazbu lze buď snížením vzdálenosti atomů v ligandu pozměněním jeho struktury, nebo vyvoláním sterických efektů, které změní konformaci ligandu.

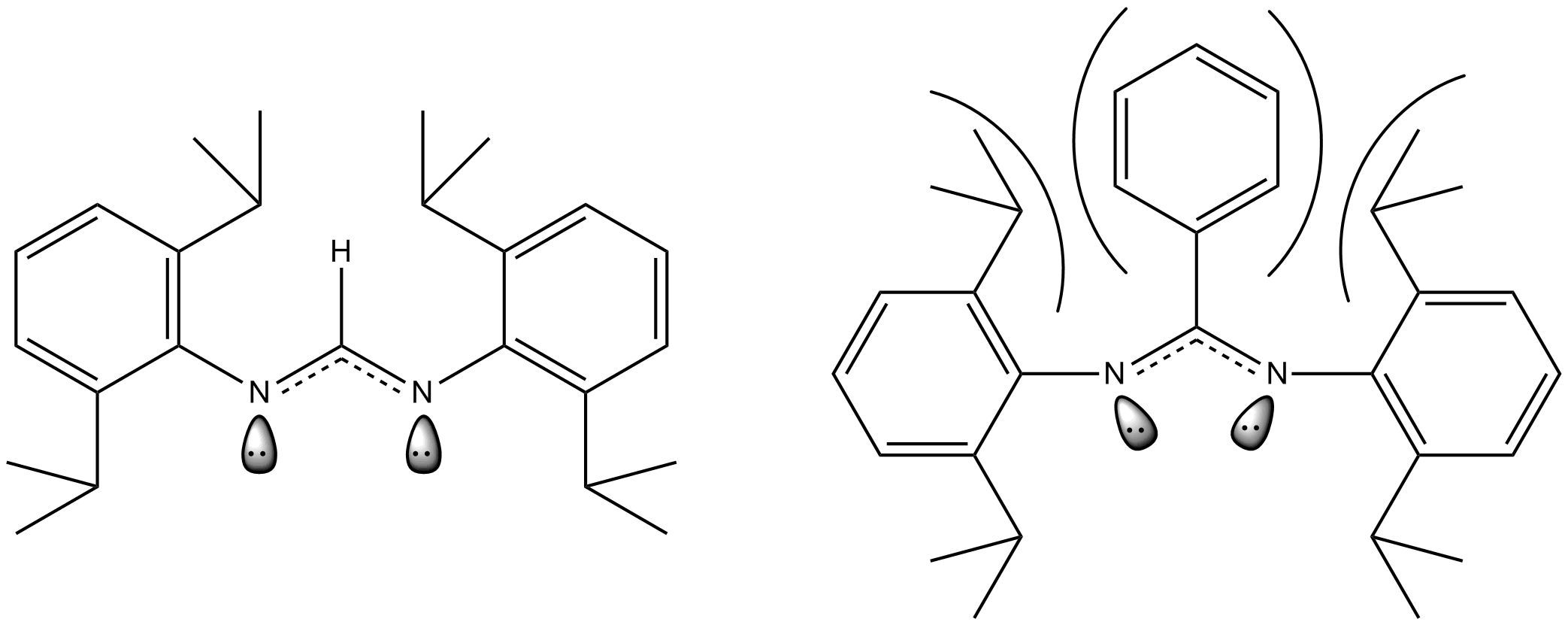
Vliv sterických efektů na bidentátní ligand

Na obrázku výše je zobrazen ligand dříve popsaného dimolybdenového komplexu. Pokud je na uhlíkový atom mezi dvěma dusíky navázán vodík, tak jsou sterické efekty slabé. Nahrazením tohoto vodíku rozměrnější fenylovou skupinou dojde ke změně poloh volných elektronových párů na atomech dusíku. Tyto volné páry vytvářejí vazby s kovovými centry a snížení vzdáleností mezi nimi tak také způsobí zmenšení vzdálenosti mezi kovovými atomy a tedy i délky paterné vazby. Například u uvedeného dimolybdenového komplexu se při záměně vodíku za fenylovou skupinu délka vazby zmenší z 201,87 pm na 201,57 pm. Podobné jevy byly pozorovány i u komplexů dichromu.
Probíhají pokusy o přípravu kratších paterných vazeb.